# Nackas minne
Nackas minne var en endagars inomhusfotbollsturnering, som spelades i januari månad. Klubblag från Sverige deltog, men senare även med sällskap av lag från kringliggande länder.
Turneringen startade 1977 och spelades på Johanneshovs Isstadion, men flyttades till Globen 1989 (isen i hallarna täcktes då över). På grund av huliganproblemen lades turneringen ner 1991, men återuppstod för en kort period med turneringar i Globen 2003 och 2004. Turneringens namn hade valts för att hedra den svenske fotbollsspelaren Lennart "Nacka" Skoglund (1929—1975).

## Resultat
- 1977: Finalresultat, Göteborg - AlK 1-2 
 Publik(9 571)[1]
- 1978: Finalresultat, Hammarby - AIK 5-0 
 Publik(8 613)[2]
- 1979: Finalresultat, Hammarby - Djurgården 3-0 
 Publik(7 670)[3]
- 1980: Finalresultat, Hammarby - Elfsborg 2-1 
 Publik(9 312)[4]
- 1981: Finalresultat, Hammarby - Göteborg 2-1 
 Publik(8 407)[5]
- 1982: Finalresultat, Hammarby - AIK 3-0 
 Publik(9 525)[6]
- 1983: Finalresultat, Hammarby - AIK 3-2 
 Publik(10 451)[7]
- 1984: Finalresultat, Hammarby - Malmö 3-2 
 Publik(9 866)[8]
- 1985: Finalresultat, Hammarby - Malmö 0-3 
 Publik(9 428)[9]
- 1986: Finalresultat, Elfsborg - AIK 0-1 
 Publik(10 261)[10]
- 1987: Finalresultat, Hammarby - AIK 4-0 
 Publik(8 163)[11]
- 1988: Finalresultat, Hammarby - Göteborg 2-3 
 Publik(8 812)[12]
- 1989: Finalresultat, AIK - Hammarby 2-2 
 Publik(13 850)
- 1990: Finalresultat, Djurgården - Hammarby 2-0 
 Publik(13 123)[13]
- 1991- 2002 — Inga tävlingar
- 2003: Finalresultat, Hammarby - Molde 4-1 
 Publik(11 342)[14]
- 2004: Finalresultat, DIF - Köpenhamn 0-1 
 Publik(9 557)